# Pilotrichopsis
Pilotrichopsis là một chi rêu trong họ Cryphaeaceae.